# 29 décembre 1948
Le mercredi 29 décembre 1948 est le 364e jour de l'année 1948.

## Naissances
- Michael White (mort le 4 avril 2008), psychothérapeute australien inventeur de la Thérapie narrative
- Peter Robinson, homme politique britannique d'Irlande du Nord
- Odd-Arne Jacobsen, guitariste norvégien de jazz
- Errol Thompson (mort le 14 novembre 2004), ingénieur du son jamaïcain
- Jean-Louis Py, officier général français
- Judy Blair, musicienne américaine, pianiste organiste chanteuse et compositrice de jazz

## Autres événements
- Résolution 66 du Conseil de sécurité des Nations unies sur la Palestine
- L'association of American Geographers fusionne avec l'American Society of Professional Geographers
- Sortie française du film Le soleil se lèvera encore
- Premier vol du Supermarine Swift